# Imperator (schip, 1913)

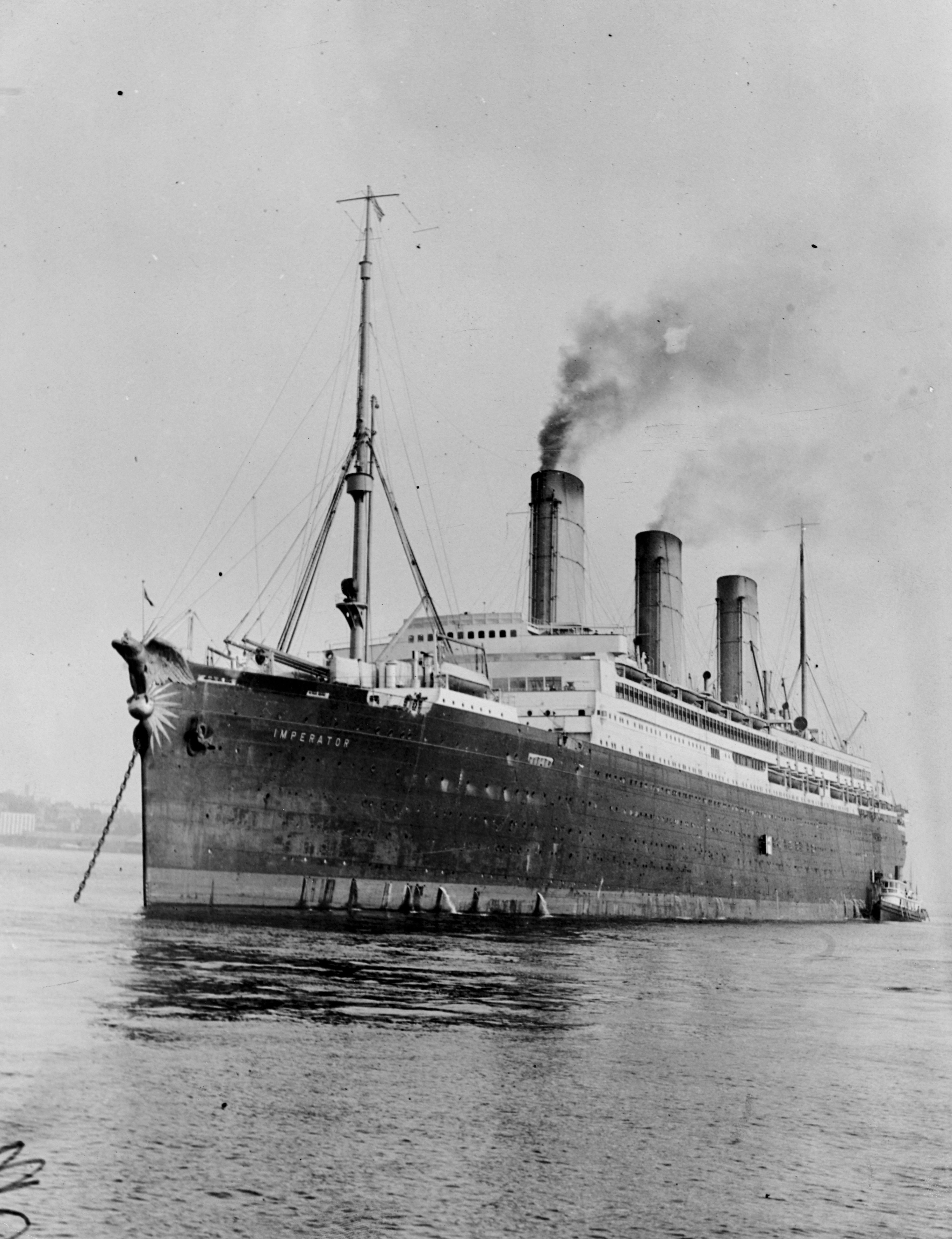
Vooraanzicht Imperator in 1913 met bronzen adelaar op de boeg

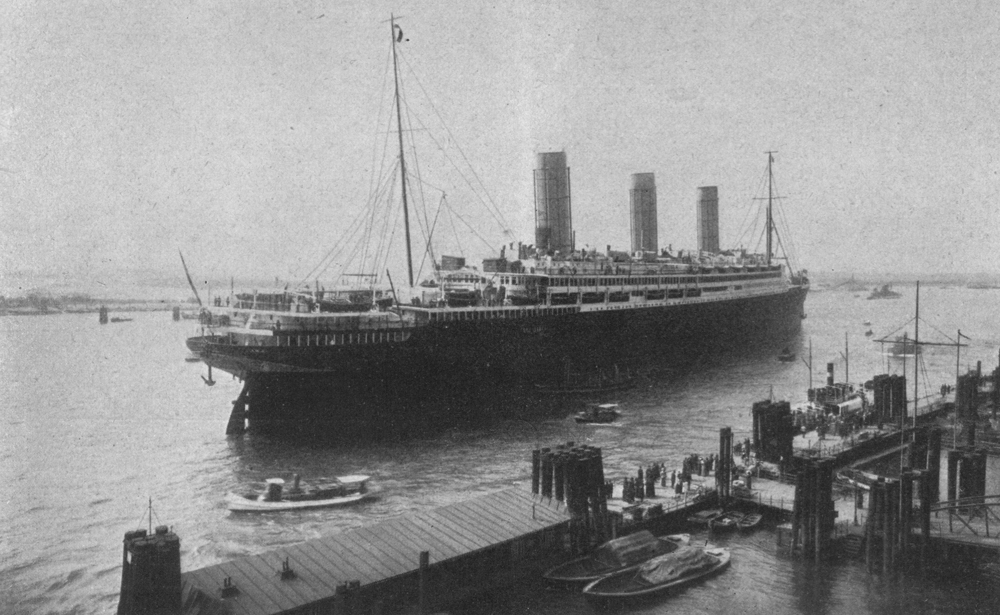
Het schip dat tijdens de afvaart op de Elbe kortstondig aan de grond is gelopen nadat het in Altona aangemeerd is geweest.

De SS Imperator was een passagiersschip dat dienstdeed van 1912 tot en met 1938, eerst in Duitse dienst en na de Eerste Wereldoorlog als Berengaria voor de Engelse rederij Cunard.

## Bouw en eerste dienstjaren
Constructie van het schip begon in 1910 in Hamburg in opdracht van de Hamburg-Amerika Lijn. De naam, Imperator, was een eerbetoon aan de Duitse keizer, met wie de directeur van de rederij bevriend was. Het schip was het eerste van een drietal schepen die door de Hamburg-Amerika Lijn besteld werden. De andere twee schepen waren de Vaterland en de Bismarck.
Imperator werd op 23 mei 1912 te water gelaten en was toen met 52.000 BRT het grootste schip ter wereld. Kort voor de tewaterlating werd bekend dat het nieuwe schip van de concurrerende rederij uit Engeland, Cunard, een fractie langer was dan de Imperator. Hierop werd een grote bronzen adelaar bevestigd op de boeg van het schip.

## Na de Eerste Wereldoorlog
Tijdens de Eerste Wereldoorlog lag het schip opgelegd in Hamburg. Na de wapenstilstand van 1918 werd het schip korte tijd als USS Imperator door de Amerikaanse overheid ingezet om soldaten uit Frankrijk naar huis te transporteren. In 1919 werd het schip aan de Cunard rederij overgedragen waar het onder de naam Berengaria voer, naar Berengaria van Navarra, de vrouw van Richard Leeuwenhart. Cunard had de traditie om al haar schepen namen te geven die op -ia eindigden.

## Sloop
Oorspronkelijk was de Berengaria het vlaggenschip van Cunard. Deze titel ging in 1934 naar haar oorspronkelijke zusterschip, de Bismarck die na de oorlog aan de White Star Line was gegeven en omgedoopt tot Majestic. De White Star Line en Cunard fuseerden in 1934. In 1938 werd Berengaria verkocht aan de sloper, die er 8 jaar over deed om het schip geheel te slopen.